# Taquicàrdia supraventricular
La taquicàrdia supraventricular (TSV) és un terme paraigua per als ritmes cardíacs ràpids que sorgeixen de la part superior del cor. Això contrasta amb l'altre grup de ritmes cardíacs ràpids: la taquicàrdia ventricular, que s'inicien dins de les cambres inferiors del cor. Hi ha quatre tipus principals de TSV: fibril·lació auricular, aleteig auricular, taquicàrdia paroxística supraventricular (TPSV) i síndrome de Wolff-Parkinson-White. Els símptomes de la TSV inclouen palpitacions, sensació de desmai, sudoració, dificultat per respirar i/o dolor al pit.
Aquests ritmes anormals comencen des de les aurícules o del node auriculoventricular. Generalment, es deuen a un dels dos mecanismes: la reentrada o l'augment de l'automatisme. El diagnòstic es fa normalment mitjançant un electrocardiograma (ECG), un monitor Holter o un monitor ambulatori de llarga durada. Es poden fer anàlisis de sang per descartar causes subjacents específiques, com ara hipertiroïdisme o anomalies dels electròlits.
Una freqüència cardíaca normal en repòs és de 60 a 100 batecs per minut. Una freqüència cardíaca en repòs de més de 100 batecs per minut es defineix com una taquicàrdia. Durant un episodi de TSV, el cor batega entre 150 i 220 vegades per minut.
El tractament específic depèn del tipus de TSV i pot incloure medicaments, procediments mèdics o cirurgia. Les maniobres vagals, o un procediment conegut com a ablació amb catèter, poden ser eficaços en certs tipus. Per a la fibril·lació auricular, es poden utilitzar blocadors dels canals de calci o blocadors beta per al control de la freqüència. i els pacients seleccionats es beneficien (però no com a tractament en si de la taquicàrdia) dels anticoagulants com ara l'acenocumarol o anticoagulants nous. La fibril·lació auricular afecta aproximadament 25 per 1.000 persones, la taquicàrdia supraventricular paroxística 2,3 per 1.000, la síndrome de Wolff-Parkinson-White 2 per 1.000 i l'aleteig auricular 0,8 per 1.000.